# Francouzské reálné gymnázium v Dejvicích
Francouzské reálné gymnázium v Dejvicích (Lycée français de Prague, Gymnase réal) je zrušená střední škola v Praze v ulici Bílá. Budovu gymnázium užívalo společně se základní školou, která zde zůstala. Dnes se budova označuje Základní škola a mateřská škola Bílá.

## Historie
Francouzské gymnázium vzniklo roku 1919 a do třicátých let používalo třetí poschodí reálky v Ječné, která v té době měla málo žáků.
Francouzská vláda vypsala výběrové řízení na moderní lyceum v Praze. Zvítězil návrh architekta Jana Gillara, podle kterého byla škola v letech 1931–1934 postavena. Vedle reálného gymnázia obsahoval areál také obecnou školu, mateřskou školu, pavilon s tělocvičnou a divadlem, bazén, kuchyň a jídelnu, plánovaná budova internátu postavena nebyla. Skleněná stěna mateřské školy, která se dala v létě otevřít, terasy pro letní výuku základní školy, plochy zeleně ve svahu a hřiště společné všem školám – to vše jako hlavní zásada projektu drželo v areálu co nejvíce světla.
Roku 1950 bylo gymnázium přestěhováno do budovy školy v Truhlářské ulici čp. 22 a změněno na Jazykové gymnázium.

## Názvy školy
- do roku 1933 Francouzské reálné gymnasium Praha II. – Nové Město, Ječná 26
- Francouzské reálné gymnasium a francouzská obecná škola Praha XIX. – Dejvice, Bílá ul. 1 – Lycée (Gymnase réal) français de Prague
- od roku 1950 Jazykové gymnasium v Praze II., Truhlářská ul. 22[3]